# Castillo las Cuevas
El Castillo las Cuevas es un edificio a semejanza de un castillo, situado en Cebolleros (Burgos, España).

## Obra
La obra la comenzó en el año 1978, por parte de Serafín Villarán, que en el momento de comenzar la obra contaba con 42 años. Utilizó como materia prima guijarros del río Nela y realizó la obra en fines de semana y vacaciones, ya que su residencia estaba radicada en Santurce, Vizcaya. Serafín falleció en el 1998, y no pudo ver finalizada su obra, que fue continuada por su yerno Luis y su hija Yolanda que a fecha de diciembre de 2022 aún no está terminada.

## Visitas
EL castillo LAS CUEVAS es visitable fines de semana de junio, los meses de julio, agosto, todos los días y los fines de semana de septiembre y en Semana Santa, todos los puentes del año menos el de la constitución. Horario:DE 11 a 15 y de 17 a 22 horas.Los domingos que no estén en julio y agosto el horario será de 11 a 15 y de 17 a 19,30 horas.